# انقلاب رمضان
انقلاب رمضان که به عنوان انقلاب ۸ فوریه و کودتای فوریه ۱۹۶۳ نیز شناخته میشود، یک کودتای نظامی بود که توسط شاخه عراقی حزب بعث انجام شد و به سرنگونی عبدالکریم قاسم نخست وزیر عراق در سال ۱۹۶۳ انجامید. این کودتا در فاصله ۸ تا ۱۰ فوریه ۱۹۶۳ اتفاق افتاد. به معاون سابق قاسم، عبدالسلام عارف که بعثی نبود عنوان عمدتاً تشریفاتی رئیس جمهور داده شد درحالی‌که ژنرال برجسته بعثی احمد حسن البکر به مقام نخست وزیری رسید. قویترین رهبر دولت جدید دبیرکل شاخه عراقی حزب بعث علی صالح السعدی بود که کنترل گروه شبه نظامی گارد ملی را در دست داشت و کشتار صدها نفر - اگر نه هزاران- از مظنونان به کمونیسم و دیگر مخالفان در پی کودتا را سازماندهی کرد.

## واکنش ایران
حسن طوفانیان مدعیست محمدرضا پهلوی بعد از این کودتا، تصمیم به حمله نظامی به عراق را داشته است ولی او شاه را منصرف کرده است.